# Грибна людина (фільм)
«Грибна людина» (ісп. El hombre de los hongos) — кінофільм спільного виробництва Іспанії та Мексики, знятий режисером Роберто Гавальдоном за однойменним романом мексиканського письменника Серхіо Галіндо. Прем'єра у Мексиці відбулася 2 вересня 1976 року, світова прем'єра — 9 червня 1980 року.

## Сюжет
Дія фільму відбувається на початку XIX століття у Мексиці, в багатому маєтку-латифундії.
Багатий плантатор, який розбагатів на цукровій тростині, креол дон Еверардо, полюючи на диких кабанів, знаходить в лісі біля водоспаду темношкірого хлопчика, який неначе з'явився нізвідки: голий, він не пам'ятає свого минулого, не тямить майже нічого людського. Хазяїн називає його Гаспаром і привозить додому. Дон Еверадо має красуню-дружину Ельвіру, яка набагато молодша за нього, та трьох дітей — Емму, Себастьяна і Лусілу, приблизно одного віку з Гаспаром. Розумний і товариський, хлопчик швидко опановує людські навички і стає новим членом родини. Також в сім'ї є «домашня тварина» — чорна пантера Той. Її дуже люблять батько і дочка Емма, прив'язується до неї й Гаспар, а от син Себастьян і особливо мати Ельвира ненавидять її, й звір відповідає їм тим самим. Зазвичай Той сидить на ланцюгу, але Емма і Гаспар виводять її погуляти, і лише їм вона дозволяє себе погладити.
Дон Еверардо часто влаштовує звані обіди з великою кількістю гостей. Одна з улюблених страв — гриби, приготовані за старим сімейним рецептом, привезеним його предками ще з Іспанії. Але як дізнатися, їстівні гриби чи ні? Дуже просто — дати їх спробувати спеціальному слузі — «грибній людині». На підтвердження того, що зібрані гриби їстівні, «грибна людина» з'їдає по одному грибу кожного виду. Якщо він помирає — гриби за столом доводиться замінити якимись іншими яствами, якщо лишається живий — з них готують страву.
Скоро дон Еверардо з Ельвірою на кілька років відпливають до Європи. Їхні діти і Гаспар виростають. Гаспар і Емма вступають в любовні стосунки. Сестра Емми Лусіла застає пару, коли вони разом оголені купаються в річці, а потім на березі займаються сексом, і розповідає про це своєму братові Себастьяну.
Власники латифундії повертаються з Європи. Дон Еверардо постарів і захворів. Ще не стара і вродлива Ельвіра давно незадоволена чоловіком як мужчиною, про що говорить Лусілі. Та, в свою чергу, розповідає матері про любовний зв'язок Гаспара і Емми, що викликає в тієї шок. Того ж вечора Ельвіра виходить на балкон і випадково бачить, як Гаспар гладить і пестить Той. Подумки жінка уявляє себе в обіймах Гаспара й відчуває при цьому сексуальне збудження.
Задумавши зробити Гаспара своїм коханцем, Ельвіра настійливо фліртує з ним й  намагається його звабити. Наступного дня вона наказує Гаспару їхати з нею на річку, де після купання, неначе випадково, демонструє йому своє оголене тіло, яке добре видно крізь мокру і прилиплу напівпрозору тонку тканину сорочки, потім просить Гаспара намастити їй кремом від укусів комарів плече, а потім й стегно. При цьому вона заграє з Гаспаром — треться щокою об його руку, вдивляється в очі й посміхається. Гаспар робить вигляд, що нічого не помічає, однак це лише посилює бажання жінки вступити з ним в інтимний зв'язок. Себастьян і Лусіла від'їжджають задля навчання до Мехіко.
Ввечері, заставши Гаспара одного в бібліотеці, Ельвіра просить його знайти їй книжку «про кохання», говорячи, що «кохання — це те єдине, заради чого варто жити». Вночі, вирішивши що чоловік заснув, Ельвіра йде до кімнати Гаспара, але не знаходить його там, бо він в цей час був з Еммою. Повернувшись й заставши чоловіка не сплячим, Ельвіра поспіхом вигадує історію, що ходила до Гаспара, щоб він втихомирив Той, яка заважає їй спати. Дон Еверардо робить вигляд, що повірив дружині, однак коли та наступного дня просить його відправити й Емму до пансіону в Мехіко говорячи, що сама вона «залишиться з Гаспаром» — відповідає рішучою відмовою.
Під час наступного рауту Ельвіра запрошує Гаспара на танок і говорить йому, що давно знає про його зв'язок з Еммою, але не скаже про це чоловікові, тому що Гаспар «потрібен їй живий». Емма, побачивши що матір танцює з Гаспаром, втікає і, плачучи, розповідає своїй старій няні, що мати переслідує Гаспара «вдень і вночі». Тієї ж ночі Ельвіра знову йде до Гаспара й цього разу застає його в себе. Роздягнувшись, вона хоче зайнятися з Гаспаром сексом, але той відштовхує Ельвіру. Ображена жінка демонстративно йде геть майже оголена, в одній сорочці, на прощання пообіцявши розповісти чоловікові про зв'язок Гаспара з Еммою. Коли Ельвіра заходила до Гаспара, її бачили з вікон своїх кімнат дон Еверардо і Емма. Повертаючись від Гаспара, Ельвіра гине: пантера перекушує їй горло, після чого втікає. Це не дивно: усі ці роки жінка і пантера ненавиділи одне одного, а іноді Ельвіра навіть била її ланцюгом. Спустити звіра з ланцюга могли як чоловік Ельвіри, так й Емма — в них обох були ключі від нашийника.
Після загибелі Ельвіри Себастьян і Лусіла ділять між собою її коштовності. Більшу частину забирає Себастьян й назавжди від'їжджає з батьківського дому до Європи. Лусіла просить Себастьяна не залишати її. Причому просить не як сестра, а, радше, як жінка. Вони давно відчувають потяг одне до одного. В дитинстві Лусіла поблажливо ставилася до того, що брат підглядає за нею голою. У фільмі є сцена, як вони, вже дорослі, обіймаються, лежачи в гамаці. Можливо в Мехіко вони стали коханцями. Але Себастьян полишає її. Лусіла розповідає батькові про роман Гаспара та Емми. У відповідь дон Еверардо фактично підписує Гасрарові смертний вирок — примушує його стати «грибною людиною». Гаспара за ногу приковують до ланцюга, на якому раніше сиділа пантера, й ставлять перед ним посудину з зібраними в лісі грибами — це виявляються смертельно отруйні «чортові» гриби. Гаспар впізнає їх: вони разом з Еммою не раз читали енциклопедію про гриби. Гаспару за допомогою Емми, яка симулює сонячний удар, вдається обманути своїх сторожів — поки ті опікуються Еммою, він швидко викликає в себу блювання і тому не отруюється. Гриби подають до столу на день народження Лусіли. Дон Еверардо, Лусіла, усі гості, слуги и навіть музиканти помирають у страшних муках. В останні хвилини танцю, поки всі бачать галюцинації й падають, Емма звільняє Гаспара, й вони святкують свою перемогу танцюючі разом на цьому балу смерті.
Коли всі мертві, коханці біжать до лісу — на те місце, де вперше з'явився Гаспар. Там він так само раптово зникає. Емма бігає і шукає його, кричить, але на неї раптово нападає чорна пантера і вбиває її. В останньому кадрі оголений Гаспар повертається до джунглів.

## У ролях
| Актор              | Роль         |
| ------------------ | ------------ |
| Адодьфо Марсільяк  | дон Еверардо |
| Ісела Вега         | Ельвіра      |
| Філіпп Майкл Томас | Гаспар       |
| Сандра Мосаровскі  | Емма         |
| Офелія Медіна      | Лусіла       |
| Фернандо Альєнде   | Себастьян    |
| Хосефіна Ечанове   | Нана         |